# Франка Валері
Франка Валері (італ. Franca Valeri, при народженні Альма Франка Марія Норса, італ. Alma Franca María Norsa; 31 липня 1920, Мілан — 9 серпня 2020, Рим) — італійська акторка театру, кіно та телебачення.

## Життєпис
Народилась 31 липня 1920 року у Мілані у заможній родині. Її батько Луїджі Норса сповідував юдаїзм, через що під час Другої світової війни йому разом зі старшим сином довелося втікати до Швейцарії, а її мати Сесілія Валаготті, католичка, лишилася з дочкою в Італії, роздобувши для дівчини фальшиве посвідчення, де було вказано що вона є позашлюбною дитиною католиків з Павії.
Акторську кар'єру розпочала з роботи на радіо. Псевдонім обрала на честь улюбленого поета Поля Валері. Знялася у таких фільмах як «Знак Венери» (1955), «Герой нашого часу» (1955), «Мораліст» (1959), «Удівець» (1959), «Злочин» (1960) та багатьох інших, грала як головні, так й другорядні ролі. У 1960-х роках багато працювала на італійському телебаченні.
Театральний сезон 2005—2006 року ознаменувався її виступом з власним монологом «Вдова Сократа». 2008 року виконала роль Соланж у виставі за п'єсою «Служниці» Жана Жене в міланському Piccolo Teatro.
22 лютого 2011 року нагороджена орденом «За заслуги перед Італійською Республікою».
8 травня 2020 року отримала Почесну премію Давид ді Донателло.
Франка Валері померла 9 серпня 2020 року у власній квартирі в Римі через 10 днів після свого 100-го дня народження.

## Особисте життя
16 січня 1960 року Валері вступила у шлюб з актором та режисером Вітторіо Капріолі. Розлучилися 1974 року.
У 1985—1995 роках перебувала у стосунках з диригентом Мауріціо Рінальді (1937—1995).
Прийомною дочкою акторки була оперна співачка Стефанія Бонфаделлі (нар. 27 квітня 1967 року).

## Вибрана фільмографія
| Рік  |   | Українська назва                   | Оригінальна назва              | Роль                          |
| ---- | - | ---------------------------------- | ------------------------------ | ----------------------------- |
| 1951 | ф | Вогні вар'єте                      | Luci del varieta               | Мітці (епізод)                |
| 1955 | ф | Знак Венери                        | Il segno di Venere             | Чезіра Коломбо                |
| 1955 | ф | Герой нашого часу                  | Un eroe dei nostrei tempi      | вдова де Рітіс                |
| 1956 | ф | Двоєженець                         | Il bigamo                      | Ізоліна Форначіарі            |
| 1959 | ф | Мораліст                           | Il Moralista                   | Вірджинія                     |
| 1959 | ф | Удівець                            | Il Vedovo                      | Ельвіра Альміраї              |
| 1960 | ф | Рокко та його брати                | Rocco e i suoi fratelli        | вдова (епізод)                |
| 1960 | ф | Злочин                             | Crimen                         | Джованна Філонці              |
| 1962 | ф | Найкоротший день                   | Il giorno più corto            | дружина берсальєра на вокзалі |
| 1963 | ф | Депутати                           | Gli onorevoli                  | Бьянка Серені                 |
| 1966 | ф | Я, я, я й інші                     | Io, io, io… e gli altri        | секретарка                    |
| 1974 | ф | Синьйора добре грає у Скопу?       | La signora gioca bene a scopa? | Джулія Нашімбені              |
| 1977 | ф | Плагіат                            | La Bidonata                    | Джованна Бронкі               |
| 1980 | ф | Любов у вагоні першого класу       | Un amore in prima classe       | сеньйора Делла Роса           |
| 1980 | ф | Не хочу тебе більше знати, коханий | Non ti conosco più amore       | Маріса                        |